# Mitch Hewer
Mitchell Scott "Mitch" Hewer (Bristol, 1 juli 1989) is een Brits acteur. Hij is bekend dankzij zijn rol als Maxxie Oliver in het Britse tienerdrama Skins. Hij had ook een rol als  Danny Miller in Britannia High.

## Filmografie

### Televisie
| Jaar      | Titel          | Rol           | Netwerk | Opmerkingen  |
| --------- | -------------- | ------------- | ------- | ------------ |
| 2007-2008 | Skins          | Maxxie Oliver | E4      | Seizoen 1, 2 |
| 2008      | Britannia High | Danny Miller  | ITV     |              |

- International Standard Name Identifier: 0000 0000 6461 3472
- Library of Congress Control Number: no2009102225
- MusicBrainz: 614b11f5-dd84-43fd-804d-b302d23d8efd
- Virtual International Authority File: 91117851
- WorldCat: E39PBJfGYhPvvRRMQpJkqXTbVC